# Martin Jarrie
Martin Jarrie, né Jean-Pierre Moreau le 6 août 1953, est un artiste français, peintre et illustrateur de presse et de littérature jeunesse.

## Biographie
Jean-Pierre Moreau est le dernier d'une fratrie de neuf enfants, ses parents sont agriculteurs en Vendée. Formé aux Beaux-Arts d'Angers, il commence à travailler comme illustrateur pour la publicité et l'édition avec des « dessins documentaires », fidèles à la représentation du réel,, ou « hyperréalistes, ».
Dans les années 1990, il décide d'avoir un trait moins réaliste, plus « imaginaire » et plus personnel. Il « change de style » et choisit alors de changer aussi de nom. Il explique : « C'est comme ça qu'est né le nom de Martin Jarrie. Je voulais [...] que celui-ci corresponde à mon histoire personnelle. La Jarrie est le nom de la ferme où je suis né. À l'âge de 18 mois, mes parents ont déménagé pour s'installer dans la ferme St-Martin. J'ai associé ces deux noms de lieu, cela me rattachait à mon passé, aux sources de mon enfance. » Il précise en 2012 : « Ce fut un long cheminement (9 ans) aidé par un travail psychanalytique , une sorte de retour aux sources, à l'enfance. J'ai retrouvé le plaisir de l'imagination et du jeu dans le dessin et la peinture. »
Ses travaux sont depuis influencés par plusieurs styles, dont le surréalisme, l'art brut et l'art contemporain,,.
Il est illustrateur de presse,,, pour des revues telles que L'Obs, Télérama ou XXI, pour des journaux tels que Le Monde ou Libération, et également pour la presse américaine,,. Il travaille parallèlement pour le milieu publicitaire,,.
Pour ses illustrations, il indique : « J'aime bien la contrainte d'une commande. C'est assez excitant de chercher et trouver des images en partant d'un texte , qu'il s'agisse d'un article pour la presse ou d'un texte pour un livre... Évoquer par l'image sans être trop illustratif », et précise par ailleurs, quelques années plus tard : « J’aime beaucoup illustrer des articles sur la littérature. Un titre, un résumé de livre suffit à faire surgir des tas d’images ».
Concernant ses supports, il explique : « Je peins à l'acrylique sur papier ou plus rarement sur toile. J'aime aussi beaucoup travailler à partir de (...) toutes sortes de papiers récupérés que je peins, coupe, colle. J'aime aussi beaucoup travailler avec le bois de cagettes de fruits que je découpe, colle et agrafe. »
Tomi Ungerer et Roland Topor font partie de ses « dessinateurs préférés ».
Ses travaux ont reçu plusieurs prix de la Communication Arts et Society of Illustrators,.
Depuis 1995, il est également illustrateur de livres jeunesse. Son premier ouvrage se fait sur une proposition de l'éditeur Nathan d'illustrer un texte d'Alain Serres Toc, toc ! Monsieur Cric-Crac !. L'année suivante est publié l'album Le Colosse machinal. Le texte est de Michel Chaillou mais les illustrations de Martin Jarrie ont été préalablement réalisées pour le Salon du livre et de la presse jeunesse de Montreuil.
Ses illustrations pour ses deux premiers albums sont immédiatement reconnues et récompensées d'un prix international : il est lauréat du Grand Prix de la Biennale d'illustration de Bratislava (BIB) en 1997. Seuls trois Français à ce jour ont obtenu ce grand prix, depuis la création de la Biennale en 1967.
Au début des années 2000, Martin Jarrie change les formes de ses réalisations en réalisant moins de « personnages longilines », et passe « de l'acrylique à la gouache ».
En 2002, il est lauréat du Prix Baobab (prix du meilleur album du Salon du livre et de la presse jeunesse de Montreuil) pour Au bout du compte, sur un texte de Régis Lejonc.

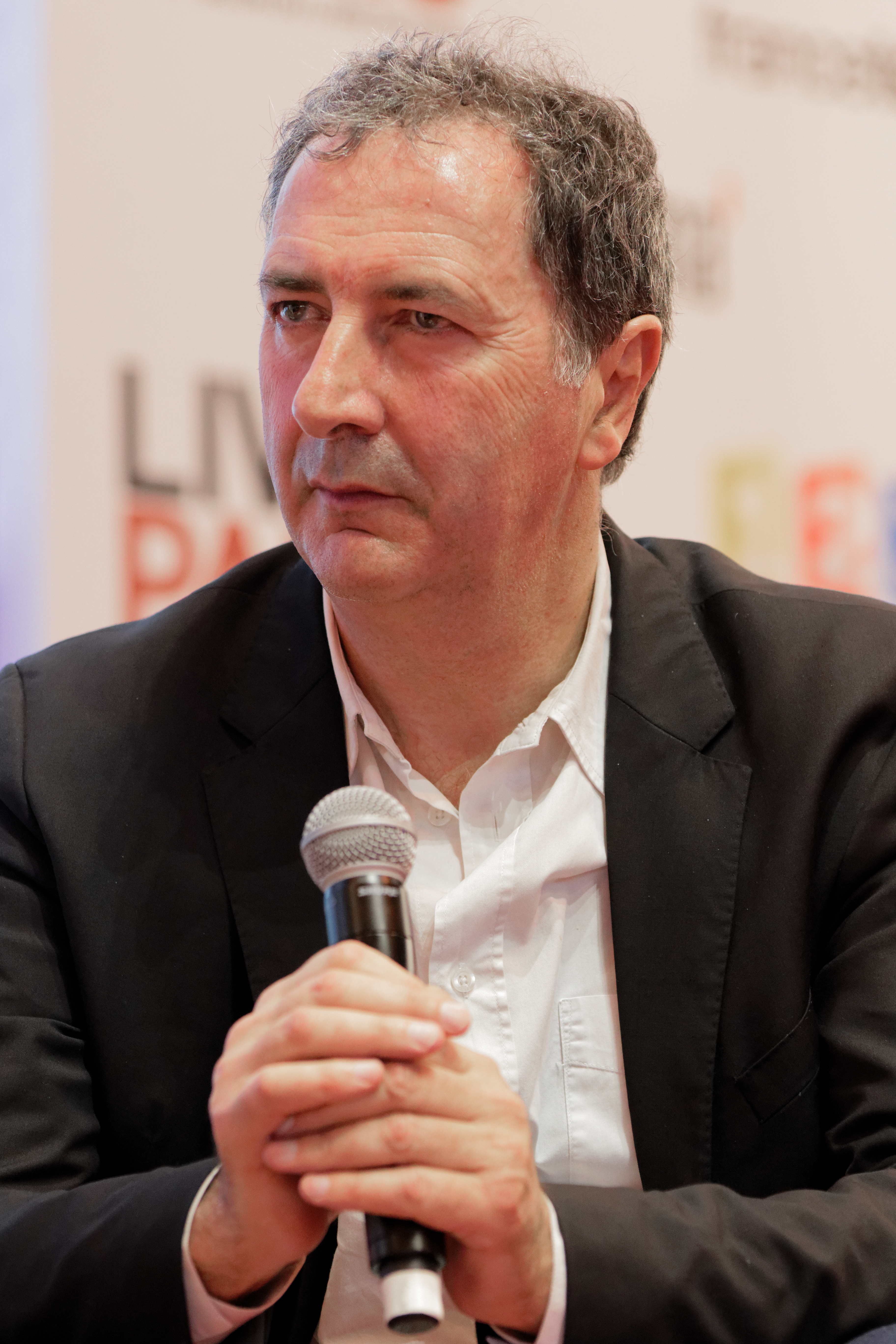
François Morel, auteur des textes de Hyacinthe et Rose (2010) et de La Vie des gens (2013). De 2013 à 2017, il monte sur scène pour interpréter Hyacinthe et Rose.

Il est à nouveau reconnu internationalement pour ses illustrations et obtient par deux fois la « Mention » Prix Fiction de la Foire du livre de jeunesse de Bologne (Italie), en 2011 pour Hyacinthe et Rose  et en 2013 pour Rêveur de cartes.
L'ouvrage Hyacinthe et Rose, publié en 2010, est élaboré à partir des « quarante-huit peintures de fleurs » initialement réalisées par Martin Jarrie. Avec son éditrice, il a cherché un auteur qui pourrait être inspiré par ces créations, avec l'« envie d'un texte qui évoque des souvenirs liés aux fleurs ». Une auteure leur a conseillé François Morel, lequel s'est déplacé pour voir les peintures dans l'atelier du peintre avant de proposer ses textes. Martin Jarrie indique, en 2012, que François Morel « a tout de suite trouvé un ton très personnel en harmonie avec mes peintures. (...) Le « mariage » entre les peintures et le texte est, je trouve, très réussi et me donne envie de renouveler l'expérience. » Lors de la publication de l'album, la critique du magazine Télérama mentionne : « Les natures mortes de Martin Jarrie ne sont que couleurs et lumières. Le peintre et illustrateur fait le portrait de choses inanimées et leur donne vie. De la beauté. Du rêve. Ses personnages flottent dans l'espace, comme suspendus dans le temps. L'artiste leur dessine un visage, un regard, un sourire. Au fil des pages de cet album hors norme, des parfums qui ont pour nom douceur ou tendresse s'exhalent et réinventent un sentiment oublié : la réconciliation. » En 2013 est publié l'album-CD avec la lecture du texte par François Morel. De 2013 à 2017, au cours de multiples tournées, l'acteur accompagné par le musicien Antoine Sahler, porte aussi sur la scène les textes de l'ouvrage dans un spectacle qui a le même titre ,.
En 2012, Martin Jarrie est invité en résidence à Saint-Gratien (Val-d'Oise) pour un travail d'illustration . Il s'intéresse alors aux habitants de cette ville et en rencontre quinze à qui il demande « de choisir un objet qui lui était cher ». Il en tire des « portraits réalistes, associés à un objet du quotidien ». Il « envoie ces portraits, visages et objets, à François Morel », qui, cette fois encore, écrit ce que lui inspirent ces peintures. Un ouvrage réunit textes et images en 2013 : La Vie des gens.
Il obtient une deuxième fois la « Mention » Prix Fiction de la Foire du livre de jeunesse de Bologne (Italie), en 2013, avec Rêveur de cartes, qu'il exécute cette fois entièrement seul. Avec cet ouvrage l'artiste a voulu réaliser, selon ses termes, « un atlas imaginaire à la manière d’Alberto Manguel dans son Guide de nulle part et d’ailleurs. » Martin Jarrie portait ce projet depuis l'album Le Colosse machinal, en 1996. Lors de la sortie de l'ouvrage en 2012, il explique : « J'avais voulu traduire, en réalisant certaines peintures, le parallèle entre le corps et la géographie des lieux où j'ai vécu enfant. (...) J'ai aimé l'idée de faire se cotiser dans un même livre images abstraites (cartes) et images figuratives (personnages, scènes, paysages). Je me suis donné ce défi, cette contrainte quasi oulipienne d'inventer des lieux, de leur trouver des noms et une histoire (très succincte). »
En 2014, il déclare : « J’aime bien qu’un projet de livre personnel me donne l’occasion de peindre, travailler en volume, utiliser d’autres techniques et d’autres matériaux que ceux que j’utilise pour l’illustration. C’est dans cet esprit que j’avais réalisé L'Alphabet fabuleux et Rêveur de Cartes. »
Il collabore à de nombreuses reprises avec Alain Serres au texte, pour une dizaine d'ouvrages. Leur cinquième collaboration, en 2004, pour Une cuisine grande comme un jardin est partie des différentes peintures que Martin Jarrie avait réalisées, depuis plusieurs années, avec des fruits et des légumes. En 2012, il explique : « Peindre des fruits et des légumes, c'est sans doute une manière de cultiver la mémoire de mon enfance à la campagne avec des parents paysans et jardiniers. »
Pour lui, « un projet « idéal », c’est peindre, sculpter, bidouiller et qu’au bout du compte toutes ces réalisations deviennent les images d’un livre avec un texte de moi ou de quelqu’un d’autre. »
Depuis 1995, Martin Jarrie a publié plusieurs ouvrages dont il est l'unique auteur - illustrateur, et a illustré plus d'une quarantaine d'ouvrages jeunesse écrits par d'autres que lui, publiés par divers éditeurs dont Nathan, Rue du monde ou Thierry Magnier.
Il vit et travaille à Paris depuis le début des années 1980.

## Prix et distinctions
- 1997 :  Grand Prix de la Biennale d'illustration de Bratislava (BIB)[11] pour Toc, toc ! Monsieur Cric-Crac ! (texte de Alain Serres)  et pour Le Colosse machinal (texte de Michel Chaillou).
- 2002 : Prix Baobab[2] (prix du meilleur album du Salon du livre et de la presse jeunesse de Montreuil) pour Au bout du compte, texte de Régis Lejonc.
- 2007 : Lauréat du Concours des plus beaux livres français[5],[19] pour L'Alphabet fabuleux de Martin Jarrie.
- 2011 :  « Mention » Prix Fiction, Foire du livre de jeunesse de Bologne[13], pour Hyacinthe et Rose, texte de François Morel.
- 2011 : Prix Saint-Fiacre[20], pour Hyacinthe et Rose, texte de François Morel.
- 2013 :  « Mention » Prix Fiction, Foire du livre de jeunesse de Bologne[14], pour Rêveur de cartes.

Deux de ses ouvrages illustrés font partie de la « Bibliothèque idéale » du Centre national de la littérature pour la jeunesse (BnF) : Les étonnants animaux que le fils de Noé a sauvés (2001) et Une cuisine grande comme un jardin (2004), deux ouvrages écrits par Alain Serres.

## Publications

### Auteur - illustrateur
- (en) ABC USA[22], Martin Jarrie, Sterling Publishing, USA, 2005.
- L'Alphabet fabuleux de Martin Jarrie[19], Giboulées-Gallimard jeunesse, 2007.
- Au commencement il y eut, Martin Jarrie, coédition Centre de l'illustration de Moulins, et L'Atelier du poisson soluble, 2007 —  ouvrage réalisé à la suite de l'exposition rétrospective au Musée de l'illustration jeunesse de Moulins (Allier) en 2007.
- M comme, Martin Jarrie, collection «  L'ABéCéDaire », Éd. l'Édune, 2008.
- 100 peintures sans dessein, Martin Jarrie, La Maison est en carton, 2011.
- Rêveur de cartes, Martin Jarrie, Gallimard jeunesse, 2012.
- 100 gouaches, Martin Jarrie, éd. Michel Lagarde, 2016.
- Imagier du vivant, Martin Jarrie, Seuil jeunesse, 2020.

Catalogue d'exposition
- Martin Jarrie, Et j'ai mangé la peinture, exposition du 7 oct. 2017 au 28 février 2018, Centre André François, Magny-lès-Compiègne ; catalogue par Martine Laval, Centre André François, 2017.

### Illustrateur
- Toc, toc ! Monsieur Cric-Crac !, texte de Alain Serres, ill. Martin Jarrie, Nathan, 1995 ; et rééd.
- Le Colosse machinal, texte de Michel Chaillou, ill. Martin Jarrie, Nathan, 1996.
- Le Masque d'or et de sang, texte de Michel Amelin ill. de Martin Jarrie, Nathan, 1997.
- Un petit air de famille, texte de Alain Serres, ill. Martin Jarrie, Rue du monde, 1998.
- Princesse Anna, texte de Marc Cantin, ill. de Martin Jarrie, Nathan, 1998.
- Quel cadeau pour le Père Noël ?, texte de Fanny Joly, ill. de Martin Jarrie, Nathan, 1998.
- Les étonnants animaux que le fils de Noé a sauvés, texte d'Alain Serres, ill. de Martin Jarrie, Rue du monde, 2001
- J'ai été mordu par un extraterrestre !, texte d'Alain Grousset, ill. de Martin Jarrie, Nathan, 2001 ; et rééd.
- On vous écrit de la Terre, conception et coordination d'Alain Serres, ill. de Martin Jarrie, Rue du monde, 2001 ; et rééd.
- Au bout du compte, texte de Régis Lejonc, ill. Martin Jarrie, éditions du Rouergue, 2002
- Ceci est un livre, Antonin Louchard et Martin Jarrie, éditions Thierry Magnier, 2002 ; et rééd.
- Signes de maisons, texte de Bénédicte Gourdon et Roger Rodriguez, ill. Martin Jarrie, éditions Thierry Magnier, 2003.
- Une cuisine grande comme un jardin : 60 recettes pour découvrir les fruits et les légumes du monde, texte d'Alain Serres, ill. Martin Jarrie, Rue du monde, 2004 ; et rééd.
- Abeilles, fourmis, termites : des insectes en famille, texte de Marie Saint-Dizier, ill. Martin Jarrie, Gallimard, 2005.
- Les Animaux de la jungle, collectif, Gallimard jeunesse musique, 2005 — album accompagné d'un CD.
- Bout de bois : d'après l'infatigable, l'inoxydable Pinocchio : texte pour marionnettes, texte de Jean Cagnard, ill. Martin Jarrie, Éd. du Bonhomme vert, 2005.
- Les Cinq doigts de la main : théâtre, texte de Joël Pommerat, ill. de Martin Jarrie, Actes Sud-Papiers, 2006.
- Drôles d'oiseaux : 17 poèmes à chanter, 19 poèmes à lire, collectif, ill. de Martin Jarrie, Didier jeunesse, 2006 — album accompagné d'un CD.
- Bon appétit !, texte de Edward Lear, traduit et adapté de l'anglais par Alain Serres, ill. de Martin Jarrie, Rue du monde, 2007.
- Dans le Cheval de Troie, texte de Philippe Lechermeier, ill. de Martin Jarrie, éditions Thierry Magnier, 2007.
- Fables d'Ésope, adaptées par John Cech, ill. de Martin Jarrie, Circonflexe, 2009.
- Ménagerimes : de A comme araignée à Z comme zébu..., 26 poèmes de Joël Sadeler ; chantés par Jacques Haurogné ; mis en musique par Thibault Maillé ; piano Ezequiel Spucches ; ill. de Martin Jarrie, Didier Jeunesse, 2009 — album accompagné d'un CD.
- À quoi ça ressemble ?, texte de Mi-ai-Lee, ill. de Martin Jarrie, trad. de Sohee Kim, Le Pommier, 2010.
- Je le reconnais !, texte de Ji-won Park, ill. de Martin Jarre, Le Pommier, 2010.
- Hyacinthe et Rose[15], texte de François Morel, ill. de Martin Jarrie, éditions Thierry Magnier, 2010 - album-CD avec les textes lus par François Morel[16], Thierry Magnier, 2013.
- Le Panthéon, texte de Corinne Albaut, ill. de Martin Jarrie, Éd. du Patrimoine, Centre des monuments nationaux, 2010.
- Des pensées sans compter, texte de Franck Prévot, ill. de Martin Jarrie, Éd. l'Édune, 2011.
- Méli Mélodie, texte de Henri Meunier, ill. Martin Jarrie, éditions du Rouergue, 2013.
- Lumières : l'"Encyclopédie" revisitée, 1713-2013[23], textes de Franck Prévot, ill. de onze illustrateurs dont Martin Jarrie, Régis Lejonc, Charles Dutertre, Éd. l'Édune, 2013 - Publié pour le tricentenaire de la naissance de Denis Diderot -  Fait l'objet d'une exposition au même nom.
- La Vie des gens[18], texte de François Morel, ill. de Martin Jarrie, Les Fourmis rouges, 2013 ; et rééd.
- Fables de La Fontaine, ill. de Martin Jarrie, une anthologie proposée par Benoît Marchon, Bayard jeunesse, 2014.
- Têtes de bulles, texte d'Alain Serres, ill. Martin Jarrie, Rue du monde, 2015.
- On m'a dit que la lune, texte de Conce Codina, ill. de Martin Jarrie, Éditions Notari, 2016.
- Héros de la mythologie grecque, texte de Martine Laffon, ill. de Martin Jarrie, éd. Les Fourmis rouges, 2018.
- Les Deux géants, avec Régis Lejonc, éditions HongFei, 2021

Autre que littérature jeunesse
- Respirez : la méditation pour les parents et les ados, de Eline Snel ; traduit du néerlandais par Jacques Van Rillaer ; photos par Henk Jansen ; ill. de Martin Jarrie ; Soizic Michelot, voix, éd. Les Arènes, 2015 — ouvrage accompagné d'un CD.
- Folie dans les folies, de Hervé Le Tellier et Martin Jarrie, illustré par Martin Jarrie, portraits imaginaires, 2024, Paris, Gallimard

## Autres travaux d'illustration
Illustrateur de presse
Illustrations de presse,,, pour des revues (L'Obs, Télérama, XXI...), pour des journaux (Le Monde, Libération...), et pour la presse américaine,,. 
Affichiste
Quelques affiches réalisées par Martin Jarrie :
- Affiche du Festival international du court métrage de Clermont-Ferrand 2009[24],[4].
- Affiches pour le Festival international du film d'environnement de Paris (FIFE) depuis 2001[4].
- Festival Rock en Seine, affiche du groupe Chvrches, 2013.
- Affiche du documentaire Portrait of a Garden, film de Rosie Stapel, 2015.
- Affiche de la Fête du livre jeunesse, Saint-Paul-Trois-Châteaux (Drôme), 2016[25].
- Affiche du Zinc grenadine, fête régionale du livre jeunesse à Épinal (Vosges), 2024[26].

Couvertures de livres
Une des couvertures réalisées :
- Poètes de la bonne chère, anthologie réalisée par Kilien Stengel, Éditions de la Table ronde, couverture de la rééd. de 2017.

Pochettes d'album CD
Deux de ses réalisations :
- L'Alphabet des grands musiciens[27], 44 poèmes de Yann Walcker dits par Pierre Hatet, ill. Martin Jarrie, Gallimard jeunesse, 1997, et rééd - album et CD.
- Pierre et le loup.. et le jazz ![28], par The Amazing Keystone Big Band ; avec les voix de Denis Podalydès et Leslie Menu ; ill. Martin Jarrie, 2014 - CD.

Publicitaire
Martin Jarrie a réalisé plusieurs publicités,, dont des affiches pour la RATP, ou la marque Lion Noir,.

## Quelques expositions
De multiples expositions de ses œuvres ont été réalisées, dont :
- 1998 :  Foire du livre de jeunesse de Bologne.
- 2007 : Exposition rétrospective de ses œuvres, Musée de l'illustration jeunesse[31],[4], Moulins (Allier). À la suite de cette exposition est publié l'ouvrage Au commencement il y eut, Martin Jarrie, coédition Centre de l'illustration de Moulins, et L'Atelier du poisson soluble, 2007.
- 2008 :  « Palettes », galerie Jeanne Robillard, Paris.
- 2012 :  Exposition rétrospective de ses œuvres, Musée de l'électricité[10],[4] de Lisbonne (Portugal), à l’occasion de la Biennale « Illustrarte ». Publication du catalogue d'exposition « Illustrarte Lisboa », 2012[32].
- 2012 : Galerie Jeanne Robillard, Paris.
- 2012-2013 : « Portraits », Centre Culturel du Forum à Saint-Gratien (Val-d'Oise).
- 2015 : « La Vie des gens, l'exposition », d'après l'ouvrage éponyme[33], en tournée.
- 2016-2017 : « Martin Jarrie, un monde à inventer »[5] : exposition rétrospective de ses œuvres, Musée d'Allard, Montbrison, à l'occasion de la 20e fête du livre jeunesse.
- 2016 : « 100 gouaches, Martin Jarrie »[34], Galerie du Treize-dix, Paris. Publication du catalogue d'exposition, Editions Michel Lagarde[35],[34].
- 2017-2018 : Martin Jarrie, Et j'ai mangé la peinture, Centre André François[36] (Centre de ressources sur l'album et l'illustration), Margny-lès-Compiègne (Oise). Exposition du 7 octobre 2017 au 28 février 2018. Catalogue par Martine Laval, Centre André François, 2017.

Expositions collectives
Parmi ses nombreuses expositions collectives :
- 2013 : « Lumières : l'"Encyclopédie" revisitée, 1713-2013 », d'après l'ouvrage éponyme, textes de Franck Prévot, illustrations de onze illustrateurs dont Martin Jarrie, Régis Lejonc, Charles Dutertre, Éd. l'Édune, 2013 (Publié pour le tricentenaire de la naissance de Denis Diderot), Galerie Michel Lagarde.

## Fonds
- Peintures et installations dans les collections du Musée de la chasse et de la nature à Paris[5],[6],[37].
- Œuvres dans les collections du Musée de l'illustration jeunesse[38] de Moulins (Allier).